# Terminal de Transporte de Pasajeros de Guadalajara de Buga
El Terminal de Transporte de Pasajeros de Guadalajara de Buga, bajo el nombre comercial Terminal Buga es un terminal de transporte terrestre de pasajeros, carga y encomiendas ubicado en la ciudad de Buga. Desde allí operan servicios de autobuses, busetas, camionetas y taxis hacia destinos ubicados en toda la geografía del departamento de Valle del Cauca y a ciudades del centro y oriente de Colombia.
Es una de las cuatro terminales de transporte en el departamento junto con la de Cali, Tuluá y Buenaventura.

## Historia
Empezando a funcionar en el año 2004, esta terminal de mediana capacidad ubicada en el municipio de Buga, en el centro del departamento del Valle del Cauca hace de puente entre la Terminal de Cali, la más importante del departamento y destinos del centro y norte del Valle, además de algunos destinos nacionales. Entre los destinos nacionales están el propio municipio de Buga, el Lago Calima, Bogotá o el Eje Cafetero. 

## Destinos

### Nacional
| Antioquia              |                                                                                           |
| Medellín               | Expreso Trejos / Empresa Arauca / Expreso Bolivariano / Expreso Palmira / Flota Magdalena |
| Atlántico              |                                                                                           |
| Barranquilla           | Expreso Brasilia                                                                          |
| Caldas                 |                                                                                           |
| La Dorada              | Empresa Arauca                                                                            |
| Manizales              | Expreso Trejos / Expreso Palmira                                                          |
| Caquetá                |                                                                                           |
| Florencia              | Coomotor                                                                                  |
| Cauca                  |                                                                                           |
| Puerto Tejada          | Trans. Quilichao                                                                          |
| Santander de Quilichao | Trans. Quilichao                                                                          |
| Chocó                  |                                                                                           |
| Quibdó                 | Empresa Arauca                                                                            |
| Cundinamarca           |                                                                                           |
| Bogotá                 | Expreso Bolivariano / Velotax / Expreso Palmira / Flota Magdalena                         |
| Norte de Santander     |                                                                                           |
| Cúcuta                 | Expreso Bolivariano                                                                       |
| Quindío                |                                                                                           |
| Armenia                | Expreso Trejos / Expreso Palmira                                                          |
| Risaralda              |                                                                                           |
| Pereira                | Expreso Palmira                                                                           |
| Tolima                 |                                                                                           |
| Ibagué                 | Flota Magdalena / Velotax                                                                 |

### Departamentales
| Destinos por Municipio | Empresa (s) |
| ---------------------- | --- |
| Aeropuerto             | Cooperativa Ciudad Señora |
| Ansermanuevo           | Cooperativa De Occidente |
| Buenaventura           | Cooperativa Ciudad Señora / Expreso Trejos / Coopetrans Tuluá / Líneas del Valle                                                        |
| Bugalagrande           | Cooperativa De Occidente |
| Cali                   | Cooperativa Ciudad Señora / Expreso Trejos / Expreso Pradera / Expreso Palmira / Coodetrans Palmira / Línea de la Fe / Líneas del Valle |
| Cartago                | Cooperativa De Occidente / Trans. Unidos Buga / Coodetrans Palmira                                                                      |
| Costarica (Ginebra)    | Trans. Ginebra / Trans. Unidos Buga |
| Darién                 | Trans. Calima |
| Ginebra                | Trans. Ginebra |
| Guacarí                | Trans. Quilichao / Trans. Ginebra / Trans. Unidos Buga                                                                                  |
| Mediacanoa (Yotoco)    | Trans. Buga |
| Palmira                | Trans. Quilichao / Coodetrans Palmira / Expreso Pradera / Trans. Unidos Buga                                                            |
| Restrepo               | Trans. Calima |
| San Pedro              | Coopetrans Tuluá |
| Sevilla                | Cooperativa Ciudad Señora |
| Tuluá                  | Expreso Trejos / Coopetrans Tuluá / Coodetrans Palmira / Líneas del Valle                                                               |
| Yotoco                 | Trans. Buga |

## Empresas
- Cooperativa Ciudad Señora
- Expreso Trejos
- Coopetrans Tuluá
- Velotax
- Expreso Pradera
- Empresa Arauca
- Expreso Bolivariano
- Expreso Palmira
- Flota Magdalena
- Coodetrans Palmira
- Trans. Buga
- Trans. Calima
- Trans. Unidos Buga
- Línea de la Fe
- Trans. Ginebra
- Coomotor
- Cooperativa De Occidente
- Expreso Brasilia
- Líneas del Valle
- Trans. Quilichao